# 바가바타파
바가바타(산스크리트어: भागवत) 전통 또는 바가바타파(/ˌbɑːɡəˈvɑːtɪz(ə)m/)는 마투라 지역에 그 기원을 둔 고대 종교 종파를 가리킨다. R.C. 마줌다르에 따르면, 브라만 전통의 비슈누와 혼합된 이후, 바가바타파는 기원전 2세기경 범인도적 전통이 되었다.
역사적으로 바가바타파는 처음에 베다의 엘리트주의적 희생 의식에서 벗어나 마투라 지역에서 브리슈니의 영웅 바수데바에 대한 숭배에 초점을 맞춘 인도의 대중주의적 운동의 전개에 해당한다. 그것은 나중에 나라야나의 개념에 동화되어 크리슈나가 스바얌 바가반으로 잉태되었다. 일부 역사학자들에 따르면, 크리슈나에 대한 숭배는 기원전 1세기에 출현했다고 한다. 그러나 비슈누파 전통주의자들은 그것을 기원전 4세기로 본다. 초기 베다 시대 문헌들이 상대적으로 침묵했음에도 불구하고, 바가바드 기타에 묘사된 바가바타파의 특징들과 바가바타 학파의 일신론 원리들은 바수데바-크리슈나가 베다 비슈누의 아바타라가 아니라 그 자신이 최고신이라는 믿음의 예로 간주된다.

## 크리슈나파의 정의

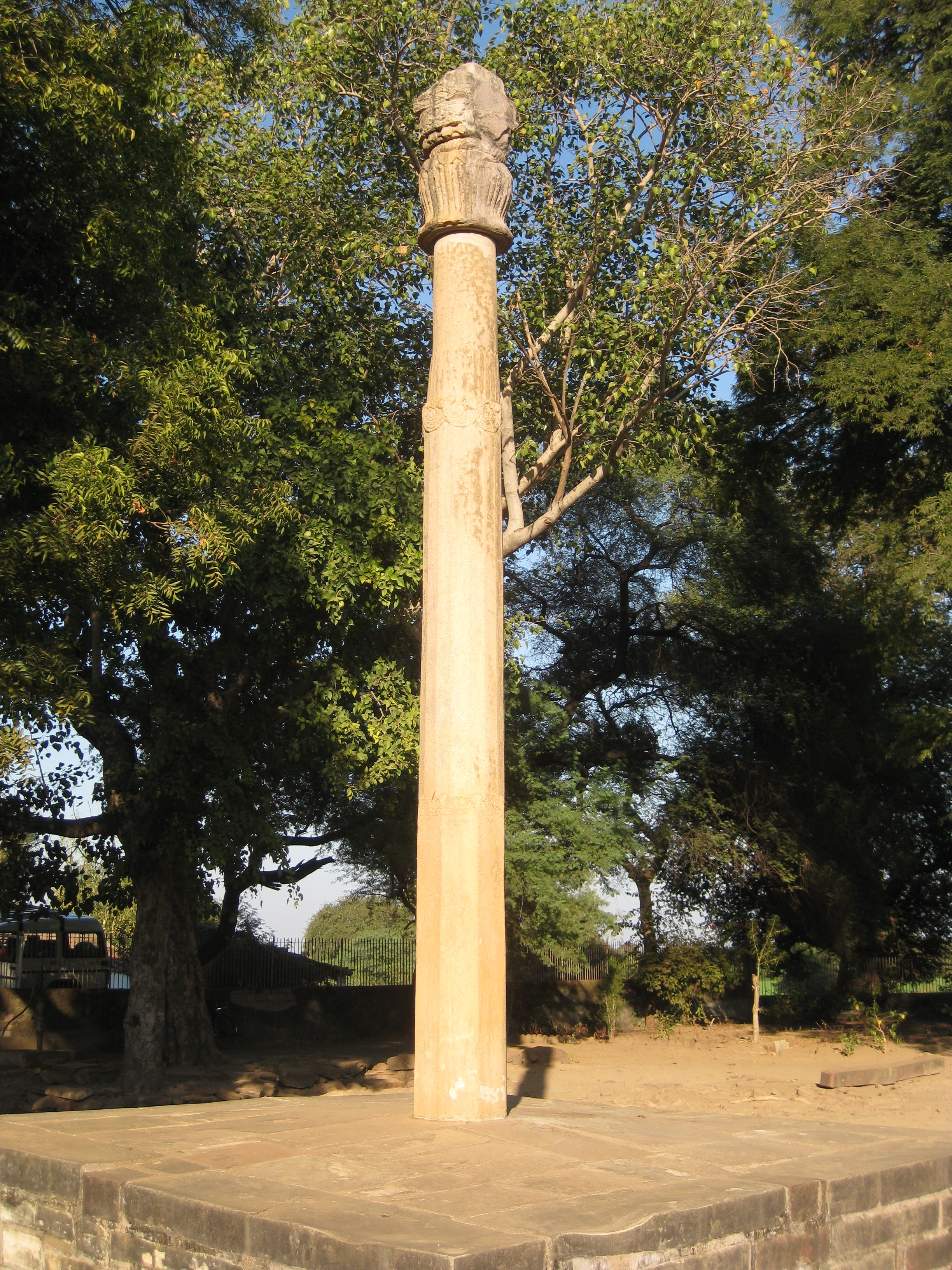
인도-그리스 왕 안티알키다스의 궁정에서 온 그리스 대사가 기원전 100년경 봉헌한 헬리오도로스 기둥은 인도의 바가바타 숭배와 관련된 첫 번째 알려진 비문을 포함한다.

서기 9세기에는 바가바타파가 이미 최소 천 년이 넘었고, 모두 바가바타 푸라나를 따르는 여러 이질적인 집단들을 발견할 수 있었다. 고팔라 숭배자들의 다양한 계통들은 식별 가능한 교파들로 발전했다. 그러나 믿음과 실천에 있어서 이 집단들 사이에 존재하는 통합은 크리슈나파라는 일반적인 용어를 만들어냈으며, 오늘날 그 종파는 인도 밖에서도 중요한 추종자들을 가지고 있다. 브린다반과 같은 크리슈나와 관련된 많은 곳들은 매년 수백만 명의 순례자들을 끌어들이며, 그들은 지상에서 크리슈나의 삶의 장면들을 재현하는 종교적 축제에 참가한다. 어떤 이들은 초기 바가바타파가 강력하고 대중적인 크리슈나 전통과 함께 풍부하고 "인간적인" 요소를 강하게 지니고 변화했다고 믿는다.

## 바가바타 전통의 초기 역사
람 샤란 샤르마에 따르면, 나라야나는 원래 비베다적 부족 신으로 바가바타라는 이름으로 불렸고, 그의 신봉자들은 바가바타교도라고 불렸다. 나라야나 또는 바가바타는 부족 지도자의 신성한 대응자로 여겨졌다. 부족 지도자가 친척들로부터 선물을 받고 그것을 그들 사이에서 재분배하는 것처럼, 나라야나는 그의 추종자들에게 몫이나 행운(바가)을 주는 데도 같은 일을 한다고 전해졌으며, 그 대가로 그의 추종자들은 그에게 헌신을 바쳤다.
기원전 2세기경, 초기 베다 시대의 작은 신이었던 비슈누는 나라야나와 합쳐져 나라야나-비슈누로 알려지게 되었다. 차이점에도 불구하고 두 문화, 숭배자, 신들은 혼합되고 합쳐졌다.
바가바타들은 상키야 학파의 철학에서 일신교적 신의 속성 또는 칭호인 푸루샤를 빌려왔거나 공유했다고 믿어진다. 이 철학은 기원전 4세기 말에 정립되었으며, 시간이 지나면서 나라야나와 같은 다른 이름들이 크리슈나-바수데바에게 적용되었다.

## 두 번째 초기 단계
헬리오도로스 기둥(기원전 113년)에서 가루다 새가 "데바데바"("신들의 신") 바수데바와 연관되어 있는 것은 바가바타 숭배가 이미 고대 베다 신인 태양신 비슈누를 흡수했음을 시사한다. 얼마 지나지 않아, 나자리 비문 또한 브라만 신 나라야나가 바가바타파의 영웅신 숭배에 통합되었음을 보여준다. 비슈누는 나중에 이 구성에서 훨씬 더 두드러지게 되어, 굽타 시대인 서기 5세기 중반에 이르러 이 숭배의 추종자들을 묘사하는 데 바가바타라는 용어 대신 바이슈나바라는 용어가 사용될 것이며, 신은 바수데바보다 비슈누로 더 많이 불렸다. 바가바트파는 차투르 뷰하스의 개념을 도입했는데, 이는 나라야나의 네 가지 지상 발현이 창조주로서의 바수데바 (크리슈나), 보존자로서의 상카르샤나 (발라라마), 파괴자로서의 프라듐나, 그리고 지성의 측면으로서의 아니룻다로 간주되는 것이었다. 뷰하스의 개념은 나중에 아바타라의 개념으로 대체되어 바가바타파가 비슈누파로 변화했음을 나타낸다.
일부는 브라만교에 의한 흡수를 바가바타 전통 발전의 두 번째 단계의 특징으로 본다. 이 단계에서 크리슈나-바수데바가 비슈누 신과 동일시되었다고 믿어지는데, 일부에 따르면 이 비슈누는 브라만교의 신화 체계에 속했다고 한다.
찬드라굽타 2세, 비크라마디티야 이후의 통치자들은 파라마 바가바타 또는 바가바타 비슈누파로 알려졌다. 바가바타 푸라나는 바가바타 숭배의 완전히 발전된 교리와 철학을 담고 있으며, 여기서 크리슈나는 바수데바 아나카둔두비와 융합되고 베다의 비슈누와 우주적 하리를 초월하여 바크티의 궁극적인 대상이 된다.

## 타밀라캄에서의 채택
굽타 제국의 멸망과 함께, 바가바타파는 북부에서 그 우위를 잃었으며, 바르다나의 군주들인 하르샤와 같은 이들은 비바가바타 신조를 따랐다. 바가바타교는 여전히 북부에서 번성했지만, 이제 그 본거지는 갠지스강 계곡이나 중앙 인도가 아니라 타밀 지방이었다. 그곳에서 이 신앙은 "주로 타밀 노래를 통해 바크티와 크리슈나 숭배를 가르친" 알바르에 의해 강한 추진력을 받아 번성했다. 바가바타파는 적어도 기원전 1세기 초부터 데칸 고원에 침투했다. 실라파티카람과 다른 고대 타밀 시들은 마두라, 카비리파디남, 그리고 다른 도시들의 크리슈나와 그의 형제를 위한 사원을 언급한다. 멀리 남부에서 바가바타파가 널리 퍼져 있었다는 것은 바가바타 푸라나에서도 증명되는데, 칼리 시대에 나라야나의 헌신적인 숭배자들이 일부 지역에서는 드물지만, 탐라파르닐, 크리타말라, 신성한 카베리, 그리고 서쪽으로 흐르는 큰 강 (페리야르)에 의해 물을 공급받는 드라비다 지방에서는 대규모로 발견될 것이라고 말한다. 비쉬쉬타드바이타 철학의 교리를 정립한 야무나차리야의 저작들은 "고대 바가바타, 판차라트라, 또는 사트바타 종교의 다소 수정되고 체계적인 형태"로 묘사된다. 알바르들은 바크티 운동의 초기 촉매제 중 하나가 될 것이며, 이 힌두교 부흥 운동은 바가바타 철학을 다시 그 기원지로 되돌릴 것이다.

## 문학적 언급
바수데바에 대한 언급은 초기 산스크리트 문헌에도 나온다. 타이티리야 아라냐카 (X, i,6)는 그를 나라야나와 비슈누와 동일시한다. 기원전 4세기경의 파니니는 그의 아슈타디야이에서 "바수데바카"라는 단어를 바수데바의 박타(신봉자)로 설명한다. 베다 시대의 어느 단계에서는 바수데바와 크리슈나가 하나의 신이 되거나 바수데바-크리슈나, 크리슈나-고팔라, 나라야나라는 세 개의 다른 신들이 모두 비슈누와 동일시되었으며, 오늘날까지 전해지는 마하바라타의 편집이 이루어질 때까지 그러했다.
굽타 시대의 한 연구는 "바수데바를 특정 집단의 배타적인 숭배 대상으로 명확히 언급"하고 있으며, 이들은 바가바타라고 불린다.
일부 학자들의 견해에 따르면, 파탄잘리의 시대에는 크리슈나와 바수데바의 동일시가 마하바샤의 한 구절(jaghana kamsam kila vasudevah)에서 추측되듯이 확립된 사실이다. 이 "가장 초기 단계는 기원전 6세기에서 5세기경 파니니 시대에 확립된 것으로 생각되는데, 파니니는 그의 아슈타디야이에서 바수데바카라는 단어를 바수데바의 박타(신봉자)로 설명했으며, 바수데바 크리슈나 숭배와 함께하는 바가바타교가 인도 역사에서 비슈누파의 뿌리였다고 믿어진다."

## 다른 의미
최근에는 종종 서인도의 특정 비슈누파 종파를 지칭하며, 그들 자신을 '바가바타-삼프라다야'라고 부른다.
또한 라마누자와 다른 요가 종파 추종자들 사이에서 흔한 인사말이기도 하다.
이는 불교 개념을 지칭할 수도 있다.

## 같이 보기
- 바가바타 푸라나
- 나라야나
- 데비 바가바타 푸라나
- 크리슈나
- 비슈누파
- 스바얌 바가반
- 바가바드 기타
- 헬리오도로스 기둥
- 나바 라사스
- 바가반

## 더 읽어보기
- Dahmen-Dallapiccola, Anna Libera; Dallapiccola, Anna L. (2002). 《Dictionary of Hindu lore and legend》. London: Thames & Hudson. ISBN 0-500-51088-1.
- Hastings, James Rodney (2003) [1908–26]. 《종교 및 윤리 백과사전》. 4 of 24 ( Behistun (continued) to Bunyan.). 존 A. 셀비 2 1925–1940, reprint 1955판. 에든버러: Kessinger Publishing, LLC. 476쪽. ISBN 0-7661-3673-6. 2008년 5월 3일에 확인함. 이 백과사전은 전 세계의 모든 종교와 모든 위대한 윤리 체계에 대한 기사를 포함할 것이다. 그것은 모든 종교적 신념이나 관습, 그리고 모든 윤리적 운동, 모든 철학적 사상, 모든 도덕적 관행에 대한 기사를 포함하는 것을 목표로 할 것이다.
- 톰슨, 리차드 (1994년 12월). 《종교와 현대 합리주의의 관계에 대한 성찰》. 2011년 1월 4일에 원본 문서에서 보존된 문서. 2008년 4월 12일에 확인함.
- Gupta, Ravi M. (2004). 《차이타냐 비슈누파 베단타: 지바 고스와미의 차투르수트리 티카에 나타난 아친트야베다베다》. 옥스퍼드 대학교.
- Gupta, Ravi M. (2007). 《지바 고스와미의 차이타냐 비슈누파 베단타》. 라우틀리지. ISBN 978-0-415-40548-5.
- Ganguli, K.M. (1883–1896). 《크리슈나 드와이파야나 비야사의 마하바라타》. 케신저 출판사.
- Ganguli, K.M. (1896). 《바가바드 기타 (제5장). 마하바라타, 6권》. 콜카타: 바라타 출판사.
- Wilson, H.H. (1840). 《비슈누 푸라나, 힌두 신화 및 전통 체계: 원본 산스크리트어 번역 및 주로 다른 푸라나에서 얻은 주석으로 설명》. 대영 및 아일랜드 동양 번역 기금 출판.
- 프라부파다, A.C. (1988). 《스리마드 바가바탐》. 박티베단타 북 트러스트.
- 카비라자, K.; 프라부파다, A.C.B.S.; 박티베단타, A.C. (1974). 《크리슈나다사 카비라자의 스리 차이타냐-차리탐르타》. 출판사 불명.
- 고스와미, S.D. (1998). 《스리 크리슈나의 자질》. GNPress. 152 pages쪽. ISBN 0-911233-64-4.
- 베스나가르의 가루다 기둥, 인도 고고학 조사, 연보 (1908–1909). 콜카타: 정부 인쇄 감독관, 1912, 129.
- Rowland, B. Jr. (1935). 《동양의 이오니아 건축에 대한 기록》. 《미국 고고학 저널》 39. 489–496쪽. doi:10.2307/498156. JSTOR 498156. S2CID 193092935.
- Delmonico, N. (2004). 《인도 일신교와 현대 차이타냐 비슈누파의 역사》. 《하레 크리슈나 운동: 종교 이식의 포스트 카리스마적 운명》. ISBN 978-0-231-12256-6. 2008년 4월 12일에 확인함.
- Mahony, W.K. (1987). 《크리슈나의 다양한 인격에 대한 관점》. 《종교사》 26. 333–335쪽. doi:10.1086/463085. JSTOR 1062381. S2CID 164194548.
- Beck, 가이 L., 편집. (2005). 《대체 크리슈나들: 힌두 신의 지역적 및 토착적 변형》. SUNY 출판부. ISBN 0-7914-6415-6.
- Vyasanakere, Prabhanjanacharya. 《칸나다어로 바가바타 다운로드 및 듣기》. 비아사마드와 삼쇼다나 프라티쉬타나. 2023년 6월 6일에 원본 문서에서 보존된 문서. 2016년 4월 24일에 확인함.
- Vyasanakere, Prabhanjanacharya. 《칸나다어로 된 바가바타의 슐로카별 다운로드 및 번역》. 비아사마드와 삼쇼다나 프라티쉬타나. 2023년 6월 6일에 원본 문서에서 보존된 문서. 2016년 4월 24일에 확인함.